# Воскресенське (Калінінградська область)
Воскресенське (рос. Воскресенское, нім. (Groß) Uszballen, 1928–1946 Bruchhöfen) — селище Нестеровського району, Калінінградської області Росії. Входить до складу Пригороднього сільського поселення.
Населення —  66 осіб (2015 рік). 

## Населення
| 2002 | 2010 |
| ---- | ---- |
| 73   | ↘66  |